# Gye-ak couple
Gye-ak couple (계약커플?), noto anche con i titoli internazionali Contract Couple e Couple by Contract, è un film del 1994 scritto da Park Ye-rang e diretto da Shin Seung-soo.

## Trama
Sang-jin e Hye-jeong, entrambi delusi dall'amore, decidono di fare tra loro un "contratto" per vedere se la loro relazione può funzionare: tra le varie condizioni sono presenti il vivere insieme e il non fare sesso.

## Distribuzione
In Corea del Sud la pellicola è stata distribuita a livello nazionale a partire dal 19 novembre 1994.